# Турганов Борис Олександрович
Бори́с Олекса́ндрович Турга́нов (рос. Борис Александрович Турганов; 8(21) жовтня 1901, Санкт-Петербург, Російська імперія — 7 травня 1980) — російський поет, перекладач.

## Біографія
Народився в сім'ї службовця. Друкуватися почав 1921 року. 1923 року закінчив Київський інститут зовнішніх зносин.
Навесні 1923 року група молодих російських письменників Києва (Микола Ушаков, Борис Турганов, Лев Длігач, Анатолій Волкович, Сергій Сац, Микола Барабасенко, Олександр Нольден, Євген Нєжинцев, Ігор Юрков, Ольга Юркова та інші) організували при газеті «Пролетарская правда» літературну групу «Майна» (з 1924 року — «Центростиль») . Група систематично випускала «живу газету» «Центростиль».

## Творчість
Автор поеми «Перегук Жовтнів» (рос. «Перекличка Октябрей»; 1927), збірок віршів — «Прості вірші» (рос. «Простые стихи»; 1930), «Похідний крок» (рос. «Походный шаг»; 1931), «Наш прапор» (рос. «Наше знамя»; 1942), «Московські вірші» (рос. «Московские стихи»; 1947), книги нарисів «Республіка Туркменістан» (1930).
Перекладав твори українських, білоруських, грузинських, башкирських, єврейських, циганських, польських та інших письменників. Зокрема переклав твори Тараса Шевченка (поеми «Гайдамаки», «Тарасова ніч», «Сотник», вірші «Ой по горі роман цвіте», «Заповіт», «Над Дніпровою сагою», всі — 1939), Івана Франка, Юрія Федьковича, Степана Руданського, Михайла Старицького, Семена Гулака-Артемовського, Івана Карпенка-Карого та українських радянських письменників (роман Павла Цибульського «Вуличка на околиці міста»). Окремим виданням опубліковано російські переклади українських народних дум (1963). Переклав поему Янки Купали «Тарасова доля».
В українських перекладах видано збірку віршів Турганова «Ми — більшовики» (Київ — Харків, 1944).
За редакцією Турганова опубліковано в російських перекладах зібрання творів Івана Франка (томи 1—10, 1956—1959), твори Максима Рильського (томи 1—4, 1962—1963).